# Leptometopa niveipennis
Leptometopa niveipennis är en tvåvingeart som först beskrevs av Gabriel Strobl 1898.  Leptometopa niveipennis ingår i släktet Leptometopa och familjen sprickflugor. Arten har ej påträffats i Sverige. Inga underarter finns listade i Catalogue of Life.